# Землетрус в Алеппо 1138 року
Землетрус в Алеппо 1138 року — це землетрус, який стався поблизу міста Алеппо в північній Сирії 11 жовтня 1138 року. «Геологічні дослідження Сполучених Штатів» називають його четвертим за кількістю загиблих землетрусом в історії. Однак цифра в 230 000 загиблих заснована на історичному з'єднанні даних про цей землетрус з даними землетрусу, що стався в листопаді 1137 року на рівнині Джазіра і потужної сейсмічної події 30 вересня 1139 в перському місті Джанні. 230000 загиблих вперше згадуються літописцем Ібн Тагріберді в п'ятнадцятому столітті.
Місто Алеппо розташоване вздовж північної частини системи геологічних розломів (в районі Мертвого моря), які поділяють аравійську і африканську тектонічні плити. Землетрус був початком першого з двох послідовних проявів сейсмічної активності в регіоні: з жовтня 1138 до червня 1139 року і набагато більш інтенсивної серії з вересня 1156 до травня 1159 років. Перша серія сейсмічних проявів зачіпала територію навколо Алеппо і західну частину регіону Едеси (сучасний район Шанлиурфа в Туреччині). Під час другої серії проявів сейсмічної активності руйнувань зазнала територія, що охоплює північно-західну Сирію, північний Ліван і регіон Антіохія (сучасна Антак'я в південній Туреччині).
У середині дванадцятого століття землі північної Сирії були розорені війною. Держави хрестоносців, створені прибульцями із Західної Європи, такі як Князівство Антіохія, перебували в стані постійного збройного конфлікту з мусульманськими державами Північної Сирії і Джазіри, переважно Алеппо і Мосулом.

## Опис
Сучасник подій, дамаський літописець Ібн-аль-Каланіси пише, що найсильніший землетрус відбулося в середу, 11 жовтня 1138 року. Він згадує, що до цього 10 жовтня була «попереджувальний» землетрус і що завершальні поштовхи сталися ввечері 20 жовтня, 25 жовтня, в ніч з 30 жовтня на 1 листопада, що завершилися рано вранці 3 листопада. Однак, Кемаль аль-Дінхад, автор, який писав пізніше, описує тільки один землетрус 19-20 жовтня, що не узгоджується з записами Ібн-аль-Каланіси. З урахуванням того, що Каланіси писав «з місця події» і його дані узгоджуються з іншими істориками датою 10 або 11 жовтня, його дата від 11 жовтня вважається більш авторитетною.
Найбільш постраждалим регіоном був Гарем, де знаходилася велика фортеця хрестоносців. Джерела вказують, що замок був зруйнований, а також обрушилася церква, що знаходилася в ньому. Був також зруйнований замок Атаріб, зайнятий у той час мусульманами. Під руїнами цитаделі Гарему знайшли собі могилу 600 захисників замку, хоча комендант фортеці з кількома слугами вижив і знайшов притулок у Мосулі. Місто Зарадна, до того часу вже спустошене ворогуючими силами, було повністю зруйноване, як і невеликий укріплений пункт Ших.
Мешканці Алеппо, великого міста, що налічувало в той час декілька десятків тисяч жителів, були попереджені «вступними» поштовхами і перед основним землетрусом встигли вибігти з міста. Стіни міста завалилися, як і стіни східного і західного замків. Багато будинків були зруйновані, коли на вулиці падали частини конструкцій вже зруйнованих до того часу будівель. Сучасні розрахунки руйнувань просто констатують, що Алеппо було зруйноване, хоча порівняння повідомлень говорить про те, що воно не витримало найбільш руйнівного з землетрусів.